# Ебзеєв Шахарбі Кеккезович
Шахарбі Кеккезович Ебзеєв (карач.-балк. Эбзелени Кёккёзню джашы Шахарби; 1913, Джегута — 1982, Кисловодськ) — карачаєво-балкарський поет, музикант і драматург.

## Біографія
Шахарбі Ебзеєв народився в аулі Джегута. Однак незабаром його сім'я переїхала в Кисловодськ. Закінчивши 9 класів школи в 1929 році Шахарбі працював завідувачем клубом у рідному місті.

### Драматург
У віці 17 років Шахарбі Ебзеєв написав п'єсу «Огурлу». Його прем'єра відбулася в 1931 році в місті Мікоян-Шахар. 7 грудня того ж року спектакль був поставлений на сцені Будинку культури шкіряної фабрики в Ростові-на-Дону, де проходила перша Олімпіада мистецтва народів Північного Кавказу. Вистава мала величезний успіх.